# Wendell Logan
Wendell Morris Logan (Thomson, 24 november 1940 – Cleveland, 15 juni 2010) was en Amerikaans componist, muziekpedagoog, saxofonist en trompettist. 

## Levensloop
Logan kreeg van zijn vader, die zelf als amateur altsaxofoon speelde, muziekles. Later studeerde hij aan de Florida A & M University in Tallahassee en behaalde zijn Bachelor of Music daar in 1962. Verdere studies - onder anderen bij Will Gay Bottje (compositie) - maakte hij aan de Universiteit van Zuid-Illinois in Carbondale en behaalde aldaar zijn Master of Music in 1964 met zijn proefschrift Concert music for orchestra - an analysis. Zijn studies voltooide hij bij Conrad Herwig aan de Universiteit van Iowa in Iowa City en promoveerde tot Ph.D. (Philosophiæ Doctor) in muziektheorie en compositie in 1968.
Hij werd achtereenvolgens docent aan de Ball State University in Muncie, Florida A & M University in Tallahassee en aan de Western Illinois University (WIU) in Macomb. Vanaf 1973 was hij docent aan het Oberlin Conservatory of Music in Oberlin. Hij richtte aldaar een afdeling voor jazz studies op en was er professor voor Afro-Amerikaanse muziek. Voordat hij naar Oberlin ging, was jazz alleen maar een activiteit buiten de campus. Logan ontwikkelde in 1989 een curriculum voor jazz en in 1991 overtuigde hij het administratief bestuur van het conservatorium de studenten de mogelijkheid te openen, een jazzstudie te selecteren. Intussen is de faculteit gegroeid tot 8 professoren, waaronder de saxofonist Gary Bartz, de gitarist Bobby Ferrazza en de trompettist Marcus Belgrave. Ook voor het "Oberlin Jazz Ensemble" was hij de initiatiefnemer. Dit ensemble maakte in 1985 een tijdelijk uitgebreide concertreis door grote steden in Brazilië op uitnodiging van de United States Information Agency (USIA). 
Hij was een veelgevraagd gastdocent, bijvoorbeeld aan de Universiteit van Californië - Berkeley alsook aan het Cultuurinstituut van Sint-Petersburg, toen nog "Leningrad Cultuurinstituut" geheten.
Logan zelf was een sopraansaxofonist en trompettist. Daarnaast schreef hij als componist zowel werken voor het klassieke terrein als voor jazz. Hij weet hoe hij in zijn composities de mogelijkheden van het elektronisch ontwerp kan combineren met jazz elementen. Verschillende van zijn werken zijn op cd opgenomen. Naast andere prijzen en onderscheidingen ontving hij in 1991 de Cleveland Arts Prize for Music. In 1994 was hij fellow aan de Rockefeller Foundation’s Bellagio Study and Conference Center in Italië. 

## Composities

### Werken voor orkest
- 1985 Ibo Landing, voor orkest
- 1989 Runagate, Runagate, voor tenor (declamatie) en kamerorkest - tekst: Robert E. Hayden "Angle of Ascent" (1975) - première: 1990 tijdens het "National Black Arts Festival" in Atlanta
- Polyphony 1, voor orkest
- Roots, branches, shapes and shades (of green), voor piano en kamerorkest

### Werken voor harmonieorkest
- 1967 Joi
- 1982 Orbits

### Werken voor jazzensemble
- 1990 The shadow knows, voor jazzensemble
- B' bossa
- Ballad for Charlie Allen
- Ballad for P.J.
- Dance of the moors
- Delta waltz
- Doin’ the do
- Fun n' games
- Groove easy
- Howl for Albert Ayler, voor piano en contrabas - ook in een vocale versie
- Love call
- Max's rath
- Middle passage, voor jazzensemble
- Memories of ... Mississippi bareback stomp
- New hambone
- Oberlin two step
- On thin air
- One for Trane
- One in eight
- Promises of tomorrow
- Remembrances, voor bas, drumstel en piano
- Rights of passage
- Scarlet orange
- Shoo-fly
- Sons of the sun
- Spirits arise!
- Stan's theme
- The Eye of the Sparrow, voor dwarsfluit, tenorsaxofoon, trompet, contrabas, piano en drumstel
- The last petal of a rose
- True blue
- Up and out of it!

### Missen en andere kerkmuziek
- 1981 Requiem for Charles Christopher "Bird" Parker, voor sopraan, tenoor, vocaal sextet (3 vrouwenstemmen, 3 mannenstemmen) en orkest - tekst: Latijnse ritus, jazz texten en biografische werken

### Muziektheater

#### Opera's
| Voltooid in | titel                              | aktes | première                                              | libretto             |
| ----------- | ---------------------------------- | ----- | ----------------------------------------------------- | -------------------- |
| 2000-2001   | Doxology Opera: The Doxy Canticles |       | 16 februari 2001, Chicago, Museum of Contemporary Art | Paul Carter Harrison |

### Vocale muziek

#### Werken voor koor
- 1969 Songs of Our Time, voor gemengd koor en instrumentaal ensemble - tekst: Everett LeRoy Jones, pseudoniem: Amiri Baraka, Gwendolyn Brooks, William Edward Burghardt Du Bois
- In Memoriam: Malcolm X, voor gemengd koor en bandrecorder

#### Liederen
- 1969 3 Fragments, voor sopraan, klarinet, piano en slagwerk - tekst: Kenneth Patchen
- 1975 Ice and Fire, duet voor sopraan, bariton en piano - tekst: Mari Evans
- 1978 Hughes Set, voor drie mannenstemmen - tekst: Langston Hughes
- Ask Your Mama, voor solisten en ensemble
- If there be sorrow
- Marrow of my bone

### Kamermuziek
- 1968 Proportions, voor dwarsfluit, klarinet, trompet, trombone, viool, cello, piano en 2 slagwerkers[3]
- 1973 Music for Brasses, voor koperensemble
- 1975 Variations on a Motive by John Coltrane
- 1976 Song of the Witchdoktor, voor dwarsfluit, viool, piano en slagwerk
- 1978 Duo exchanges, voor klarinet en slagwerk
- 1979 Three Pieces, voor viool en piano
- Stanzas for three players, voor dwarsfluit, cello en piano

### Werken voor piano
- 1977 Five Pieces
- Textures

### Elektroakoestische/multimedia muziek
- 1975 From Hell to Breakfast, een multimedia stuk voor sprekers, sopraan, bariton, altsaxofoon, 2 slagwerkers, elektrisch piano (celesta), contrabas, teervoorn opgenomen geluidsbanden, playback system, stroboscoop, ballonnen, 2-3 dansers, en gesynchroniseerde belichting - tekst: Charles Levendosky

## Publicaties
- samen met Satrina Yrina en Victor Lebedev: The Development of Jazz in the Former Soviet Union: An Interview with Victor Lebedev, in: Black Music Research Journal, v.12 nr. 2 (Autumn, 1992): pp. 227-232, ISSN 0276-3605
- The Ostinato Idea in Black Improvised Music: A Preliminary Investigation, in: The Black Perspective in Music, v. 12 nr. 2 (Autumn, 1984): pp. 193-215
- Some Aspects of Religious Cult Music in Jamaica in: The Black Perspective in Music, v.10 nr. 1 (Spring, 1982): pp. 85-94, ISSN 0090-7790
- Olly Wilson: Piece for Four, in: Perspectives of New Music, v.9 nr. 1 (Autumn - Winter, 1970): pp. 126-134